# Menchu Álvarez del Valle
María del Carmen «Menchu» Álvarez del Valle (Santander, Cantabria, 16 de enero de 1928-Ribadesella, Asturias, 27 de julio de 2021) fue una periodista radiofónica española y abuela paterna de la reina Letizia Ortiz.

## Biografía
Hija de Eulalio Álvarez de la Fuente (1897-1983), tipógrafo y editor, y de su esposa Plácida del Valle y Arribas (Aldea de San Miguel, Valladolid, 1900-1993), tuvo dos hermanas: Flora Álvarez del Valle (1921) y María del Sol Álvarez del Valle, "Marisol del Valle" (1935), también periodista radiofónica y profesora de Comunicación Audiovisual. Menchu nació en Santander (Cantabria), pero vivió en Oviedo (Asturias), desde los dieciséis años.

### Carrera
Frecuentó la radio desde muy joven y  tras estudiar Periodismo, se inició en Radio Asturias. En 1947 entró en Radio Oviedo (después REM), La Voz del Principado, Radiocadena Española y finalmente Radio Nacional de España. Durante 42 años trabajó, bien como locutora, bien como creadora de nuevos espacios radiofónicos, destacando entre sus programas "Coser y cantar" y "Rumbo a la gloria". Se prejubiló en 1990. Fue considerada una de las voces más populares de la radio asturiana.

### Premios y reconocimientos
A lo largo de su carrera recibió múltiples galardones.
El 13 de febrero de 2013 recibió el Premio Nacional de Radio; su hermana Mari Sol también fue galardonada en la misma edición, siendo el nombre concreto del galardón que reciben Premio María Elena Domenech. Dicho premio es otorgado por la Academia de las Artes y las Ciencias Radiofónicas de España.
El 11 de mayo de 2019 recibió el Premio de Honor que concede la Asociación Clúster de la Industria Creativa, Cultural y Audiovisual de la región (ACICCA).

### Vida personal
Se casó en 1949 con José Luis Ortiz Velasco (nacido en Navarra en 1922/1923), hijo de José Ortiz y Pool y de su esposa María del Carmen Velasco y Gutiérrez, quien trabajó como representante de la firma Olivetti, y que falleció en su domicilio de Sardéu, Ribadesella (Asturias), el 30 de marzo de 2005 a los 82 años.
Tuvieron tres hijos, Jesús José Ortiz Álvarez (padre de Letizia Ortiz y futura Reina de España), quien, al igual que su madre, se dedicó profesionalmente al periodismo; María del Henar, decoradora de profesión; y Cristina María (fallecida en 2001), que trabajó como gobernanta en el Parador Nacional de Cangas de Onís.
Menchu fue la abuela paterna de Letizia Ortiz, también periodista, quien se casó el 22 de mayo de 2004 con Felipe de Borbón y Grecia, Príncipe de Asturias, y el 19 de junio de 2014 fue proclamado rey como Felipe VI de España. Su tía Cristina fue su madrina de bautismo.
Además, fue tía abuela del actor y músico Víctor Elías.